# Abades de la Catedral Magistral de los Santos Justo y Pastor

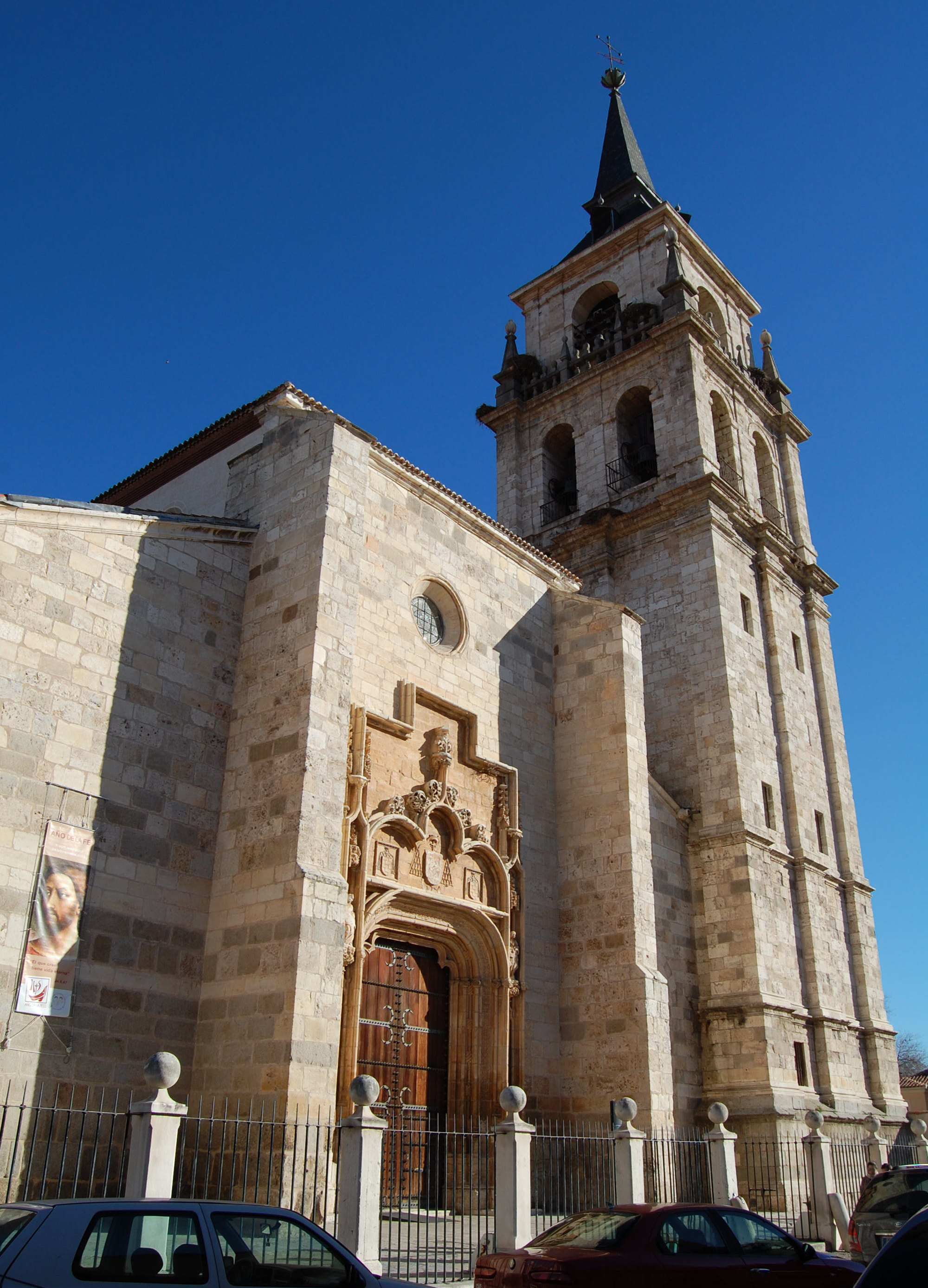
Fachada de la Catedral de los Santos Justo y Pastor (Alcalá de Henares).

El cargo de Abad en la Iglesia de los Santos Justo y Pastor de Alcalá de Henares se remonta al siglo XIII, y era la máxima dignidad eclesiástica de la ciudad. Su figura tuvo especial relevancia al sumársele el oficio de Canciller o Cancelario de la Universidad de Alcalá, entre los siglos XVI y XIX.

## Iglesia (1254-1479)
La Iglesia de los Santos Justo y Pastor se construyó en el año 414, sobre el lugar donde fueron ejecutados los Santos Niños, para albergar y venerar sus restos. Entre 1254 y 1261 se creó el cargo eclesiástico de abad, mediante una bula del papa Alejandro IV. Esta dignidad se elegía anualmente entre el "cabildo de los clérigos de la villa", cuya principal función era representar a todo el clero existente en la población.

## Colegiata (1479-1519)

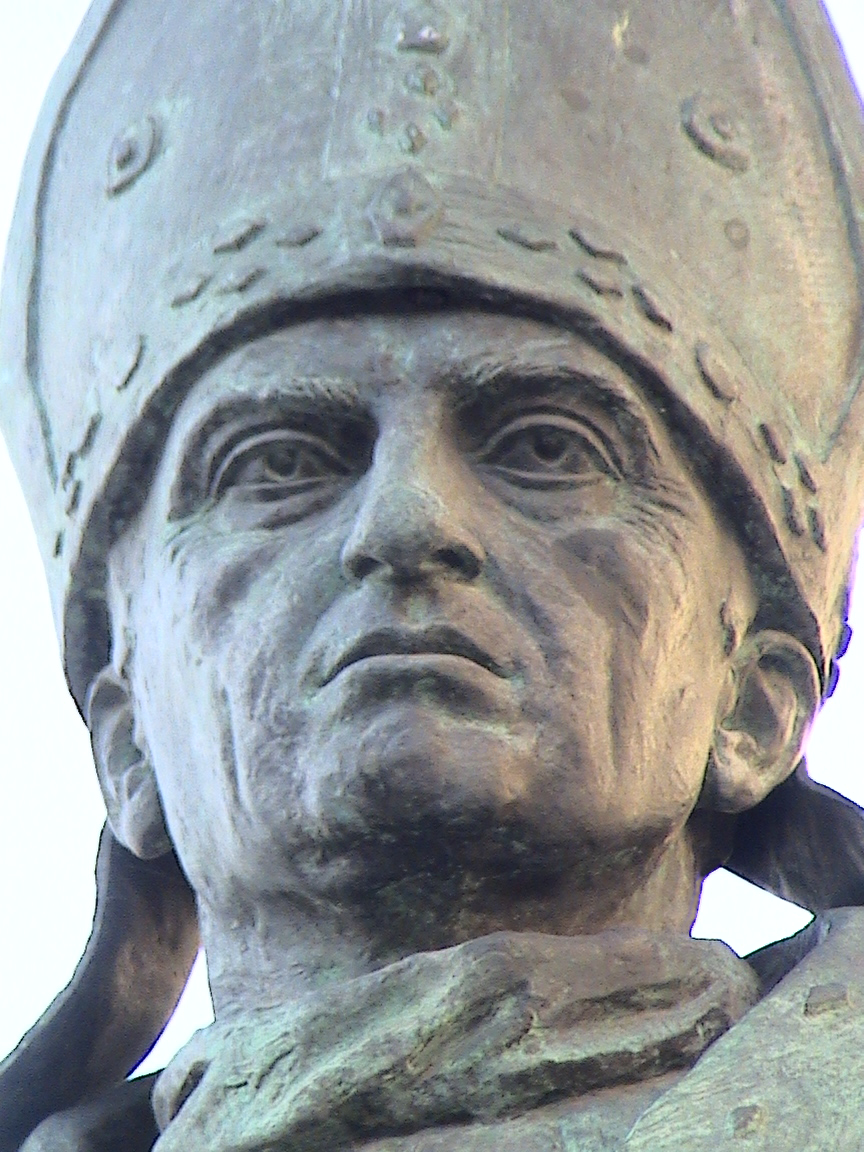
Arzobispo Alonso Carrillo de Acuña.

El 12 de octubre de 1479, mediante bula del papa Sixto IV, la iglesia se erige en Colegiata por petición del arzobispo de Toledo Alonso Carrillo de Acuña. Para su cabildo colegial se crean cinco dignidades (abad, capellán mayor, maestrescuela, tesorero y chantre) doce canonjías o canónigos y seis beneficiados o racioneros. El abad era la máxima dignidad eclesiástica de la ciudad, y ostentaba una serie de privilegios similares a las preeminencias que el deán de la Catedral de Toledo, que era la cabeza de la archidiócesis. El nombramiento del abad era responsabilidad exclusiva de los arzobispos de Toledo, potestad que se conservó hasta el Concordato de 1851. La dignidad abacial se mantenía hasta su fallecimiento, o por renuncia para acceder a otra dignidad eclesiástica de mayor rango.
| Orden | Periodo     | Nombre                    | Observaciones |
| ----- | ----------- | ------------------------- | --- |
| 1     | 1479 - 1492 | Tomás de Cuenca           | Primer abad colegial |
| 2     | 1492 - 1508 | Alfonso Romero de Herrera | Enviado a Roma por Cisneros para obtener las bulas fundacionales de la Universidad. No pudo ejercer de canciller al morir en Alcalá de Henares en 1508. |

## Magistral (1519-1831)

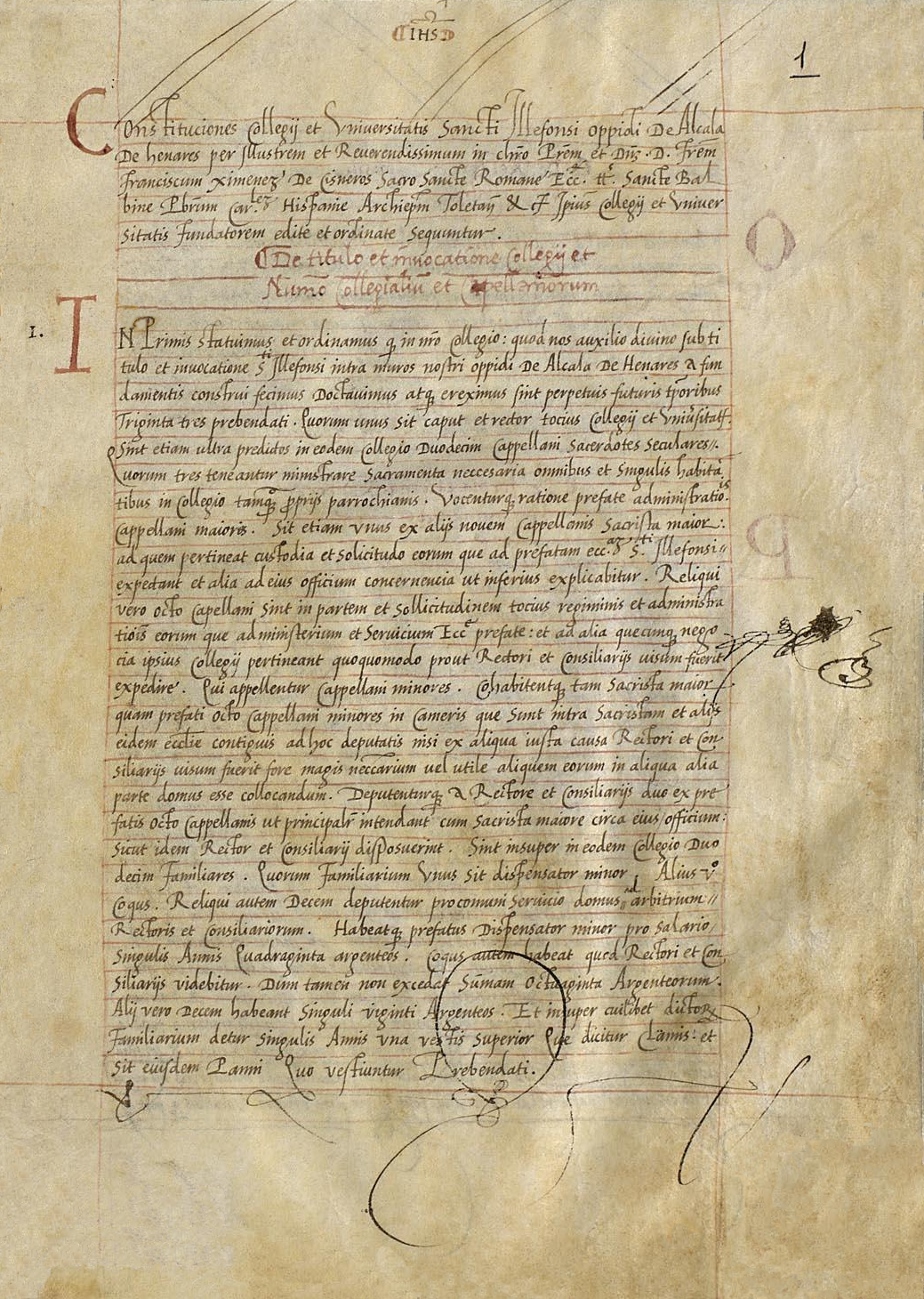
Constituciones del Colegio Mayor de San Ildefonso (Cardenal Cisneros, 1510).

El Cardenal Cisneros fundó la Universidad Complutense o de Alcalá mediante tres bulas pontificias, concedidas por el papa Alejandro VI el 13 de abril de 1499.
Por bula del papa León X, de 10 de marzo de 1519, la Colegiata de Alcalá de Henares adquirió la categoría de "Iglesia Magistral". Por lo que los abades de San Justo y Pastor desempeñaron el cargo de Cancelarios o Cancilleres en el Colegio Mayor de San Ildefonso de la Universidad de Alcalá. Cisneros asumió la costumbre europea, según la cual los cancilleres de las universidades eran la máxima autoridad de la iglesia principal existente en la ciudad donde había estudios superiores. Así, se establece una intervención directa de la Iglesia Católica en la Universidad.
Tras el rector, el canciller era la siguiente figura universitaria en importancia. El primero se elegía anualmente entre los alumnos del Colegio Mayor; sin embargo el segundo era un cargo vitalicio del cabildo colegial. La función del canciller era otorgar los grados académicos universitarios por la autoridad apostólica que ostentaba, pero aparentemente no estaba bien especificada ni delimitada en las constituciones del Colegio Mayor de San Ildefonso. Por lo que, con el tiempo, dio lugar a enfrentamientos entre el rector y el cancelario, sobre todo al buscar la Universidad la independencia del rígido magisterio de la jerarquía eclesiástica.
El abad-canciller disfrutaba de importantes rentas económicas, constituidas por prebendas y beneficios eclesiásticos inherentes al cargo abacial, las "propinas" y emolumentos universitarios por razón del oficio de cancelario, y las rentas personales por fortuna de su linaje o por otras actividades eclesiásticas o universitarias.
Durante este periodo todos los abades de la Iglesia Magistral de los Santos Niños fueron cancilleres hasta el 29 de marzo de 1831, en que un breve del papa Gregorio XVI suprimió los cancelarios en España.

| Orden | Periodo     | Nombre                              | Observaciones |
| ----- | ----------- | ----------------------------------- | --- |
| 1     | 1508 - 1535 | Pedro de Lerma                      | Primer abad-canciller. Decano de la Facultad de Teología. Cesó el 27/01/1535.                                                           |
| 2     | 1535 - 1558 | Luis de la Cadena                   | Sobrino de su antecesor. Tomó posesión el 20/02/1535.                                                                                   |
| 3     | 1558 - 1569 | Fernando de Balbás Hernando Balbás  | Tomó posesión el 04/04/1558. Falleció en Alcalá de Henares en 1569                                                                      |
| 4     | 1569 - 1571 | Pedro de Balbás                     | Sobrino de su antecesor. Decano de la Facultad de Teología. Tomó posesión el 21/12/1569. Falleció en Alcalá de Henares en enero de 1572 |
| 5     | 1572        | Pedro Calvo de Agés                 | Tomó posesión el 15/05/1572. |
| 6     | 1573 - 1577 | Pedro Serrano Téllez                | Tomó posesión el 11/04/1573. Posteriormente obispo de Coria                                                                             |
| 7     | 1577 - 1584 | Antonio de Torres                   | Tomó posesión el 23/12/1577. Posteriormente obispo de Astorga                                                                           |
| 8     | 1584 - 1588 | Andrés Pacheco                      | Tomó posesión el 25/05/1584. Posteriormente obispo de Segovia y de Cuenca                                                               |
| 9     | 1588 - 1592 | Francisco Sánchez Páez              | Decano de la Facultad de Teología. Tomó posesión el 30/05/1588. Falleció en Alcalá de Henares en 1592                                   |
| 10    | 1593 - 1611 | Juan Bautista Neroni                | Tomó posesión el 30/01/1593. |
| 11    | 1611 - 1632 | Bernardino de Ávila y Vera          | Tomó posesión el 29/05/1611. Falleció el 06/05/1632                                                                                     |
| 12    | 1634 - 1637 | Jerónimo de Santa Cruz y Fajardo    | Tomó posesión el 23/03/1634. Falleció en Alcalá de Henares el 12/10/1637                                                                |
| 13    | 1638 - 1654 | Fernando de Ballesteros y Saavedra  | Tuvo un sobrino con idéntico nombre. Tomó posesión el 23/01/1638. Falleció en Alcalá de Henares el 27/11/1654                           |
| 14    | 1655 - 1660 | Juan de Narbona                     | Tomó posesión el 04/05/1655. Falleció en Alcalá de Henares el 07/11/1660                                                                |
| 15    | 1660 - 1681 | José Beno de Rey                    | Tomó posesión el 25/11/1660. Falleció en Alcalá de Henares el 30/08/1681                                                                |
| 16    | 1681        | Miguel Pérez de Ceballos            | Tomó posesión el 19/09/1681. Falleció el 02/10/1681                                                                                     |
| 17    | 1682 - 1695 | Roque Fernando de Porras            | Tomó posesión por procurador el 03/02/1682.                                                                                             |
| 18    | 1695 - 1699 | Andrés de Pitillas y Ruesga         | Tomó posesión el 21/11/1695. |
| 19    | 1699 - 1713 | Juan Antonio Caldera Rodríguez      | Falleció en Alcalá de Henares en febrero de 1713                                                                                        |
| 20    | 1713 - 1720 | José de Yermo y Santibáñez          | Tomó posesión el 23/04/1713. |
| 21    | 1720 - 1729 | Tomás Ezquerra                      | Falleció en Alcalá de Henares en abril de 1729                                                                                          |
| 22    | 1729 - 1733 | Francisco Lozano Román              | Falleció en Alcalá de Henares en diciembre de 1733                                                                                      |
| 23    | 1734 - 1749 | Pablo Gutiérrez Dávila              | Falleció en Alcalá de Henares en enero de 1749                                                                                          |
| 24    | 1749 - 1770 | Santiago Gómez Falcón               | Tomó posesión el 19/04/1749. Falleció en Alcalá de Henares el 04/12/1770                                                                |
| 25    | 1771        | Francisco Bernardo Muñoz y Blasco   | Falleció en Alcalá de Henares en enero de 1771                                                                                          |
| 26    | 1771 - 1775 | Nicolás de Echevarría y Pardo       | Falleció en Alcalá de Henares el 29/11/1775                                                                                             |
| 27    | 1776 - 1796 | Pedro Díaz de Rojas                 | También fue rector de la Universidad de Alcalá. Falleció en Alcalá de Henares el 02/05/1796.                                            |
| 28    | 1796 - 1801 | Pedro Antonio de la Torre y Herrera | Falleció en Alcalá de Henares en septiembre de 1801                                                                                     |
| 29    | 1801 - 1806 | Juan de Atienza                     | Falleció en Alcalá de Henares en diciembre de 1806                                                                                      |
| 30    | 1806 - 1830 | José García Sánchez                 | Falleció en Alcalá de Henares en abril de 1830                                                                                          |
| 31    | 1830 - 1848 | Bernardo García Sánchez             | Su último acto como canciller universitario fue el 13/03/1832.                                                                          |

## Catedral Magistral

Escudo de la Diócesis de Alcalá de Henares.

En 1991 se refundó la Diócesis de Alcalá de Henares mediante una bula del papa Juan Pablo II. Monseñor Mario Tagliaferri, como nuncio en España, ejecutó el decreto de creación de la nueva diócesis. Fue nombrado primer obispo de esta nueva etapa Manuel Ureña Pastor, que tomó posesión de la nueva sede el 13 de octubre de 1991, siendo elevada ese mismo día la iglesia Magistral al rango de Catedral.
| Orden | Periodo     | Nombre                   | Observaciones                         |
| ----- | ----------- | ------------------------ | ------------------------------------- |
| 1     | 1848 - 1882 | ....                     |                                       |
| 2     | 1883 - 1902 | Ramón Sarrión Gómez      |                                       |
| 3     | 1902 - 1905 | Ramón Guerra             |                                       |
| 4     | 1906 - 1930 | Manuel Fernández Díaz    |                                       |
| 5     | 1931 - 1936 | Julián Fernández Díaz    | Fusilado en Sigüenza en julio de 1936 |
| 6     | 1939 - 1941 | José Utrera Martínez     |                                       |
| 7     | 1941 - 1961 | Francisco Herrero García |                                       |
| 8     | 1962 - 1975 | Doroteo Fernández Ruiz   |                                       |
| 9     | 1977 - 1979 | Juan José Jiménez Medina |                                       |
| 10    | 1979 - 1988 | Pedro Heredia López      |                                       |
| 11    | 1988 - 1999 | Juan Sánchez Díaz        |                                       |
| 12    | 1999 - 2004 | Isidoro Pérez Montero    |                                       |
| 13    | 2004 -      | ....                     |                                       |